# Ditaxis biseriata
Ditaxis biseriata är en insektsart som först beskrevs av John Obadiah Westwood 1852.  Ditaxis biseriata ingår i släktet Ditaxis och familjen fångsländor. Inga underarter finns listade i Catalogue of Life.

## Bildgalleri

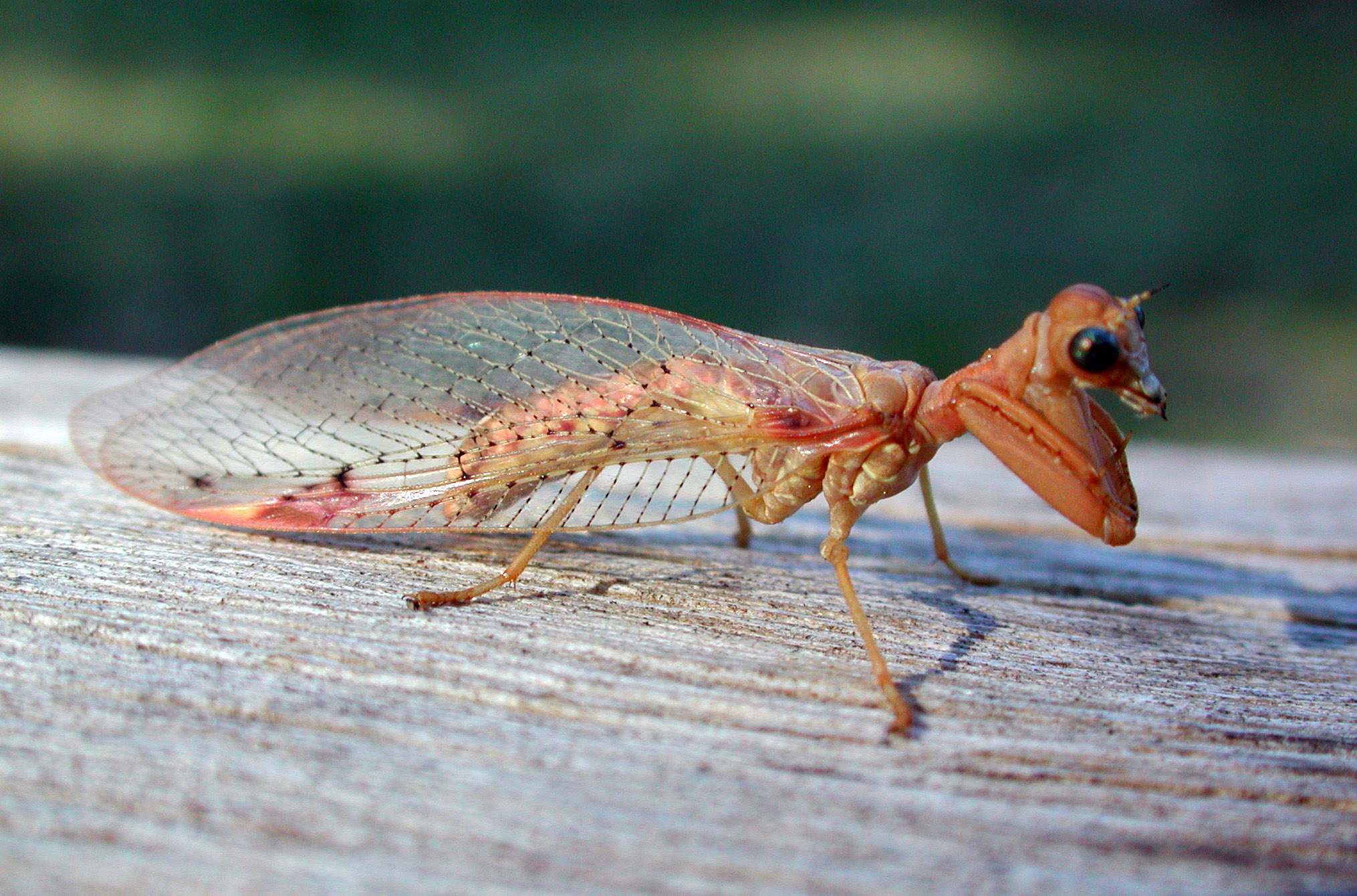